# 2020-as férfi kézilabda-Európa-bajnokság
A 2020-as férfi kézilabda-Európa-bajnokságot Ausztria, Norvégia és Svédország közösen rendezte január 9. és 26. között. Először vehetett részt 24 csapat az Eb-n. A spanyol válogatott megvédte címét, miután a döntőben 22–20-ra legyőzte Horvátországot. A magyar válogatott a 9. helyen végzett.

## Helyszínek
| Stockholm, Svédország                        | Malmö, Svédország              | Göteborg, Svédország              |
| -------------------------------------------- | ------------------------------ | --------------------------------- |
| Tele2 Arena Férőhely: 35 000                 | Malmö Aréna Férőhely: 13 000   | Scandinavium Férőhely: 12 000     |
|                                              |                                |                                   |
| Stockholm Malmö Göteborg Bécs Graz Trondheim |                                |                                   |
| Bécs, Ausztria                               | Graz, Ausztria                 | Trondheim, Norvégia               |
| Wiener Stadthalle Férőhely: 12 000           | Stadthalle Graz Férőhely: 6000 | Trondheim Spektrum Férőhely: 8000 |
|                                              |                                |                                   |

## Résztvevők
A Európa-bajnokságon az alábbi 24 csapat vett részt:
| Nemzet              | Részvételi jog                     | Részvétel megszerzésének dátuma | Eddigi Eb-részvételek |
| ------------------- | ---------------------------------- | ------------------------------- | --------------------- |
| Ausztria            | Rendező                            | 2014. szeptember 20.            | 3                     |
| Norvégia            | Rendező                            | 2014. szeptember 20.            | 8                     |
| Svédország          | Rendező                            | 2014. szeptember 20.            | 12                    |
| Spanyolország       | Címvédő                            | 2018. január 26.                | 13                    |
| Németország         | Selejtező, 1. csoport győztese     | 2019. április 13.               | 12                    |
| Szlovénia           | Selejtező, 4. csoport győztese     | 2019. április 14.               | 11                    |
| Horvátország        | Selejtező, 2. csoport győztese     | 2019. április 14.               | 13                    |
| Észak-Macedónia     | Selejtező, 3. csoport győztese     | 2019. június 12.                | 5                     |
| Dánia               | Selejtező, 8. csoport győztese     | 2019. június 12.                | 12                    |
| Magyarország        | Selejtező, 7. csoport győztese     | 2019. június 12.                | 11                    |
| Lettország          | Selejtező, 4. csoport 2. helyezett | 2019. június 12.                | 0                     |
| Portugália          | Selejtező, 6. csoport 2. helyezett | 2019. június 13.                | 5                     |
| Franciaország       | Selejtező, 6. csoport győztese     | 2019. június 13.                | 13                    |
| Oroszország         | Selejtező, 7. csoport 2. helyezett | 2019. június 13.                | 12                    |
| Csehország          | Selejtező, 5. csoport győztese     | 2019. június 13.                | 9                     |
| Fehéroroszország    | Selejtező, 5. csoport 2. helyezett | 2019. június 13.                | 5                     |
| Lengyelország       | Selejtező, 1. csoport 2. helyezett | 2019. június 16.                | 8                     |
| Svájc               | Selejtező, 2. csoport 2. helyezett | 2019. június 16.                | 3                     |
| Izland              | Selejtező, 3. csoport 2. helyezett | 2019. június 16.                | 10                    |
| Montenegró          | Selejtező, 8. csoport 2. helyezett | 2019. június 16.                | 4                     |
| Bosznia-Hercegovina | Selejtező, 5. csoport 3. helyezett | 2019. június 16.                | 0                     |
| Szerbia             | Selejtező, 2. csoport 3. helyezett | 2019. június 16.                | 5                     |
| Hollandia           | Selejtező, 4. csoport 3. helyezett | 2019. június 16.                | 0                     |
| Ukrajna             | Selejtező, 8. csoport 3. helyezett | 2019. június 16.                | 5                     |

## Sorsolás
A sorsolást 2019. június 28-án tartották Bécsben. A húzást a svéd Philip Henningsson, az osztrák Robert Weber, a norvég Torbjörn Bergerud, és a spanyol Dani Dujsebajev végezte el.

### Kiemelés
A kiemelést 2019. június 17-én tették közzé.
| 1. kalap                                                                                        | 2. kalap                                                                                           | 3. kalap                                                                | 4. kalap                                                                            |
| ----------------------------------------------------------------------------------------------- | -------------------------------------------------------------------------------------------------- | ----------------------------------------------------------------------- | ----------------------------------------------------------------------------------- |
| - Spanyolország - Svédország (F1) - Franciaország - Dánia (E1) - Horvátország (A1) - Csehország | - Norvégia (D2) - Szlovénia - Németország (C2) - Észak-Macedónia - Magyarország - Fehéroroszország | - Ausztria (B3) - Izland - Montenegró - Portugália - Svájc - Lettország | - Lengyelország - Oroszország - Szerbia - Ukrajna - Bosznia-Hercegovina - Hollandia |

## Csoportkör
Az időpontok helyi idő szerint (UTC+1) értendők.

### A csoport
| Hely. | Csapat           | M | Gy | D | V | G+ | G– | Gk  | P | Továbbjutás |
| ----- | ---------------- | - | -- | - | - | -- | -- | --- | - | ----------- |
| 1.    | Horvátország     | 3 | 3  | 0 | 0 | 82 | 65 | +17 | 6 | Középdöntő  |
| 2.    | Fehéroroszország | 3 | 2  | 0 | 1 | 94 | 88 | +6  | 4 | Középdöntő  |
| 3.    | Montenegró       | 3 | 1  | 0 | 2 | 70 | 84 | −14 | 2 |             |
| 4.    | Szerbia          | 3 | 0  | 0 | 3 | 72 | 81 | −9  | 0 |             |

| 2020. január 9. 18:15 | Fehéroroszország | 35–30       | Szerbia       | Stadthalle Graz, Graz Nézőszám: 3806 Játékvezetők: Santos, Fonseca (POR) |
| 2020. január 9. 18:15 | Karalek 9        | (16–15)     | Radivojević 6 | Stadthalle Graz, Graz Nézőszám: 3806 Játékvezetők: Santos, Fonseca (POR) |
| 2020. január 9. 18:15 | 9× 1×            | Jegyzőkönyv | 3× 2×         | Stadthalle Graz, Graz Nézőszám: 3806 Játékvezetők: Santos, Fonseca (POR) |

| 2020. január 9. 20:30 | Horvátország | 27–21       | Montenegró | Stadthalle Graz, Graz Nézőszám: 5630 Játékvezetők: Brunner, Salah (SUI) |
| 2020. január 9. 20:30 | Cindrić 6    | (12–13)     | Grbović 6  | Stadthalle Graz, Graz Nézőszám: 5630 Játékvezetők: Brunner, Salah (SUI) |
| 2020. január 9. 20:30 | 2× 2×        | Jegyzőkönyv | 7× 3×      | Stadthalle Graz, Graz Nézőszám: 5630 Játékvezetők: Brunner, Salah (SUI) |

| 2020. január 11. 16:00 | Horvátország | 31–23       | Fehéroroszország | Stadthalle Graz, Graz Nézőszám: 6000 Játékvezetők: Bonaventura, Bonaventura (FRA) |
| 2020. január 11. 16:00 | Karačić 6    | (15–10)     | Vajlupav 8       | Stadthalle Graz, Graz Nézőszám: 6000 Játékvezetők: Bonaventura, Bonaventura (FRA) |
| 2020. január 11. 16:00 | 4×           | Jegyzőkönyv | 5× 1×            | Stadthalle Graz, Graz Nézőszám: 6000 Játékvezetők: Bonaventura, Bonaventura (FRA) |

| 2020. január 11. 18:15 | Montenegró | 22–21       | Szerbia | Stadthalle Graz, Graz Nézőszám: 5500 Játékvezetők: Kirkholm Madsen, Mortensen (DEN) |
| 2020. január 11. 18:15 | Grbović 5  | (11–10)     | Kukić 6 | Stadthalle Graz, Graz Nézőszám: 5500 Játékvezetők: Kirkholm Madsen, Mortensen (DEN) |
| 2020. január 11. 18:15 | 7×         | Jegyzőkönyv | 4×      | Stadthalle Graz, Graz Nézőszám: 5500 Játékvezetők: Kirkholm Madsen, Mortensen (DEN) |

| 2020. január 13. 18:15 | Montenegró | 27–36       | Fehéroroszország | Stadthalle Graz, Graz Nézőszám: 5000 Játékvezetők: Jorum, Kleven (NOR) |
| 2020. január 13. 18:15 | Lipovina 5 | (11–17)     | Vajlupav 7       | Stadthalle Graz, Graz Nézőszám: 5000 Játékvezetők: Jorum, Kleven (NOR) |
| 2020. január 13. 18:15 | 2× 1×      | Jegyzőkönyv | 3× 1×            | Stadthalle Graz, Graz Nézőszám: 5000 Játékvezetők: Jorum, Kleven (NOR) |

| 2020. január 13. 20:30 | Szerbia              | 21–24       | Horvátország         | Stadthalle Graz, Graz Nézőszám: 6500 Játékvezetők: Kurtagic, Wetterwik (SWE) |
| 2020. január 13. 20:30 | Kukić, Radivojević 4 | (10–8)      | Duvnjak, Stepančić 5 | Stadthalle Graz, Graz Nézőszám: 6500 Játékvezetők: Kurtagic, Wetterwik (SWE) |
| 2020. január 13. 20:30 | 4×                   | Jegyzőkönyv | 5× 2×                | Stadthalle Graz, Graz Nézőszám: 6500 Játékvezetők: Kurtagic, Wetterwik (SWE) |

### B csoport
| Hely. | Csapat          | M | Gy | D | V | G+ | G– | Gk  | P | Továbbjutás |
| ----- | --------------- | - | -- | - | - | -- | -- | --- | - | ----------- |
| 1.    | Ausztria (R)    | 3 | 3  | 0 | 0 | 98 | 87 | +11 | 6 | Középdöntő  |
| 2.    | Csehország      | 3 | 2  | 0 | 1 | 79 | 76 | +3  | 4 | Középdöntő  |
| 3.    | Észak-Macedónia | 3 | 1  | 0 | 2 | 79 | 84 | −5  | 2 |             |
| 4.    | Ukrajna         | 3 | 0  | 0 | 3 | 74 | 83 | −9  | 0 |             |

| 2020. január 10. 18:15 | Csehország | 29–32       | Ausztria | Wiener Stadthalle, Bécs Nézőszám: 7070 Játékvezetők: Elíasson, Pálsson (ISL) |
| 2020. január 10. 18:15 | Hrstka 6   | (14–13)     | Bilyk 12 | Wiener Stadthalle, Bécs Nézőszám: 7070 Játékvezetők: Elíasson, Pálsson (ISL) |
| 2020. január 10. 18:15 | 3×         | Jegyzőkönyv | 5× 1×    | Wiener Stadthalle, Bécs Nézőszám: 7070 Játékvezetők: Elíasson, Pálsson (ISL) |

| 2020. január 10. 20:30 | Észak-Macedónia | 26–25       | Ukrajna      | Wiener Stadthalle, Bécs Nézőszám: 7,070 Játékvezetők: Jørum, Kleven (NOR) |
| 2020. január 10. 20:30 | Lazarov 8       | (13–10)     | Osztruszko 5 | Wiener Stadthalle, Bécs Nézőszám: 7,070 Játékvezetők: Jørum, Kleven (NOR) |
| 2020. január 10. 20:30 | 3× 1×           | Jegyzőkönyv | 7× 1×        | Wiener Stadthalle, Bécs Nézőszám: 7,070 Játékvezetők: Jørum, Kleven (NOR) |

| 2020. január 12. 16:00 | Csehország | 27–25       | Észak-Macedónia | Wiener Stadthalle, Bécs Nézőszám: 6642 Játékvezetők: Kurtagic, Wetterwik (SWE) |
| 2020. január 12. 16:00 | Kašpárek 7 | (9–11)      | Lazarov 11      | Wiener Stadthalle, Bécs Nézőszám: 6642 Játékvezetők: Kurtagic, Wetterwik (SWE) |
| 2020. január 12. 16:00 | 6× 1×      | Jegyzőkönyv | 3× 1×           | Wiener Stadthalle, Bécs Nézőszám: 6642 Játékvezetők: Kurtagic, Wetterwik (SWE) |

| 2020. január 12. 18:15 | Ausztria | 34–30       | Ukrajna      | Wiener Stadthalle, Bécs Nézőszám: 7078 Játékvezetők: Bonaventura, Bonaventura (FRA) |
| 2020. január 12. 18:15 | Bilyk 9  | (18–17)     | Kozakevics 7 | Wiener Stadthalle, Bécs Nézőszám: 7078 Játékvezetők: Bonaventura, Bonaventura (FRA) |
| 2020. január 12. 18:15 | 1× 3×    | Jegyzőkönyv | 4×           | Wiener Stadthalle, Bécs Nézőszám: 7078 Játékvezetők: Bonaventura, Bonaventura (FRA) |

| 2020. január 14. 18:15 | Ausztria | 32–28       | Észak-Macedónia | Wiener Stadthalle, Bécs Nézőszám: 7623 Játékvezetők: Lah, Sok (SVN) |
| 2020. január 14. 18:15 | Weber 7  | (18–12)     | Stoilov 5       | Wiener Stadthalle, Bécs Nézőszám: 7623 Játékvezetők: Lah, Sok (SVN) |
| 2020. január 14. 18:15 | 4× 2×    | Jegyzőkönyv | 3× 3×           | Wiener Stadthalle, Bécs Nézőszám: 7623 Játékvezetők: Lah, Sok (SVN) |

| 2020. január 14. 20:30 | Ukrajna      | 19–23       | Csehország | Wiener Stadthalle, Bécs Nézőszám: 4097 Játékvezetők: Santos, Fonseca (POR) |
| 2020. január 14. 20:30 | Kozakevics 4 | (10–9)      | Babák 6    | Wiener Stadthalle, Bécs Nézőszám: 4097 Játékvezetők: Santos, Fonseca (POR) |
| 2020. január 14. 20:30 | 5× 1×        | Jegyzőkönyv | 3× 1×      | Wiener Stadthalle, Bécs Nézőszám: 4097 Játékvezetők: Santos, Fonseca (POR) |

### C csoport
| Hely. | Csapat        | M | Gy | D | V | G+  | G– | Gk  | P | Továbbjutás |
| ----- | ------------- | - | -- | - | - | --- | -- | --- | - | ----------- |
| 1.    | Spanyolország | 3 | 3  | 0 | 0 | 102 | 73 | +29 | 6 | Középdöntő  |
| 2.    | Németország   | 3 | 2  | 0 | 1 | 88  | 83 | +5  | 4 | Középdöntő  |
| 3.    | Hollandia     | 3 | 1  | 0 | 2 | 80  | 94 | −14 | 2 |             |
| 4.    | Lettország    | 3 | 0  | 0 | 3 | 73  | 93 | −20 | 0 |             |

| 2020. január 9. 18:15 | Németország          | 34–23       | Hollandia | Trondheim Spektrum, Trondheim Nézőszám: 4057 Játékvezetők: Lah, Sok (SVN) |
| 2020. január 9. 18:15 | Häfner, Kohlbacher 5 | (15–13)     | Smits 7   | Trondheim Spektrum, Trondheim Nézőszám: 4057 Játékvezetők: Lah, Sok (SVN) |
| 2020. január 9. 18:15 | 5× 2× 1×             | Jegyzőkönyv | 4× 2×     | Trondheim Spektrum, Trondheim Nézőszám: 4057 Játékvezetők: Lah, Sok (SVN) |

| 2020. január 9. 20:30 | Spanyolország     | 33–22       | Lettország   | Trondheim Spektrum, Trondheim Nézőszám: 4524 Játékvezetők: Madsen, Mortensen (DEN) |
| 2020. január 9. 20:30 | Fernández Pérez 5 | (14–11)     | Krištopāns 7 | Trondheim Spektrum, Trondheim Nézőszám: 4524 Játékvezetők: Madsen, Mortensen (DEN) |
| 2020. január 9. 20:30 | 1× 2×             | Jegyzőkönyv | 5× 1×        | Trondheim Spektrum, Trondheim Nézőszám: 4524 Játékvezetők: Madsen, Mortensen (DEN) |

| 2020. január 11. 16:00 | Lettország   | 24–32       | Hollandia | Trondheim Spektrum, Trondheim Nézőszám: 5942 Játékvezetők: Baďura, Ondogrecula (SVK) |
| 2020. január 11. 16:00 | Krištopāns 7 | (10–16)     | Smits 7   | Trondheim Spektrum, Trondheim Nézőszám: 5942 Játékvezetők: Baďura, Ondogrecula (SVK) |
| 2020. január 11. 16:00 | 3×           | Jegyzőkönyv | 5× 1×     | Trondheim Spektrum, Trondheim Nézőszám: 5942 Játékvezetők: Baďura, Ondogrecula (SVK) |

| 2020. január 11. 18:15 | Spanyolország | 33–26       | Németország | Trondheim Spektrum, Trondheim Nézőszám: 6558 Játékvezetők: Brunner, Salah (SUI) |
| 2020. január 11. 18:15 | Dujsebajev 7  | (14–11)     | Pekeler 5   | Trondheim Spektrum, Trondheim Nézőszám: 6558 Játékvezetők: Brunner, Salah (SUI) |
| 2020. január 11. 18:15 | 2× 4×         | Jegyzőkönyv | 2× 4×       | Trondheim Spektrum, Trondheim Nézőszám: 6558 Játékvezetők: Brunner, Salah (SUI) |

| 2020. január 13. 18:15 | Lettország   | 27–28       | Németország | Trondheim Spektrum, Trondheim Nézőszám: 3540 Játékvezetők: Eliasson, Palsson (ISL) |
| 2020. január 13. 18:15 | Krištopāns 7 | (11–16)     | Kühn 8      | Trondheim Spektrum, Trondheim Nézőszám: 3540 Játékvezetők: Eliasson, Palsson (ISL) |
| 2020. január 13. 18:15 | 6× 1×        | Jegyzőkönyv | 6× 2×       | Trondheim Spektrum, Trondheim Nézőszám: 3540 Játékvezetők: Eliasson, Palsson (ISL) |

| 2020. január 13. 20:30 | Hollandia | 25–36       | Spanyolország | Trondheim Spektrum, Trondheim Nézőszám: 3809 Játékvezetők: Mazeika, Gatelis (LTU) |
| 2020. január 13. 20:30 | Smits 8   | (13–17)     | Maqueda 6     | Trondheim Spektrum, Trondheim Nézőszám: 3809 Játékvezetők: Mazeika, Gatelis (LTU) |
| 2020. január 13. 20:30 | 8× 2×     | Jegyzőkönyv | 2× 2×         | Trondheim Spektrum, Trondheim Nézőszám: 3809 Játékvezetők: Mazeika, Gatelis (LTU) |

### D csoport
| Hely. | Csapat              | M | Gy | D | V | G+ | G– | Gk  | P | Továbbjutás |
| ----- | ------------------- | - | -- | - | - | -- | -- | --- | - | ----------- |
| 1.    | Norvégia (R)        | 3 | 3  | 0 | 0 | 94 | 80 | +14 | 6 | Középdöntő  |
| 2.    | Portugália          | 3 | 2  | 0 | 1 | 83 | 83 | 0   | 4 | Középdöntő  |
| 3.    | Franciaország       | 3 | 1  | 0 | 2 | 82 | 79 | +3  | 2 |             |
| 4.    | Bosznia-Hercegovina | 3 | 0  | 0 | 3 | 73 | 90 | −17 | 0 |             |

| 2020. január 10. 18:15 | Franciaország | 25–28       | Portugália   | Trondheim Spektrum, Trondheim Nézőszám: 7507 Játékvezetők: Sondors, Līcis (LAT) |
| 2020. január 10. 18:15 | Mem 5         | (11–12)     | Branquinho 5 | Trondheim Spektrum, Trondheim Nézőszám: 7507 Játékvezetők: Sondors, Līcis (LAT) |
| 2020. január 10. 18:15 | 3× 2×         | Jegyzőkönyv | 4× 1×        | Trondheim Spektrum, Trondheim Nézőszám: 7507 Játékvezetők: Sondors, Līcis (LAT) |

| 2020. január 10. 20:30 | Norvégia   | 32–26       | Bosznia-Hercegovina | Trondheim Spektrum, Trondheim Nézőszám: 8232 Játékvezetők: Schulze, Tönnies (GER) |
| 2020. január 10. 20:30 | Sagosen 12 | (17–12)     | Prce 7              | Trondheim Spektrum, Trondheim Nézőszám: 8232 Játékvezetők: Schulze, Tönnies (GER) |
| 2020. január 10. 20:30 | 4× 1×      | Jegyzőkönyv | 5× 1×               | Trondheim Spektrum, Trondheim Nézőszám: 8232 Játékvezetők: Schulze, Tönnies (GER) |

| 2020. január 12. 16:00 | Portugália | 27–24       | Bosznia-Hercegovina | Trondheim Spektrum, Trondheim Nézőszám: 7936 Játékvezetők: Mažeika, Gatelis (LTU) |
| 2020. január 12. 16:00 | Portela 10 | (12–11)     | Prce 5              | Trondheim Spektrum, Trondheim Nézőszám: 7936 Játékvezetők: Mažeika, Gatelis (LTU) |
| 2020. január 12. 16:00 | 3× 1×      | Jegyzőkönyv | 4× 2×               | Trondheim Spektrum, Trondheim Nézőszám: 7936 Játékvezetők: Mažeika, Gatelis (LTU) |

| 2020. január 12. 18:15 | Franciaország | 26–28       | Norvégia   | Trondheim Spektrum, Trondheim Nézőszám: 8932 Játékvezetők: Horáček, Novotný (CZE) |
| 2020. január 12. 18:15 | Fabregas 8    | (15–14)     | Sagosen 10 | Trondheim Spektrum, Trondheim Nézőszám: 8932 Játékvezetők: Horáček, Novotný (CZE) |
| 2020. január 12. 18:15 | 5× 1×         | Jegyzőkönyv | 2× 3×      | Trondheim Spektrum, Trondheim Nézőszám: 8932 Játékvezetők: Horáček, Novotný (CZE) |

| 2020. január 14. 18:15 | Bosznia-Hercegovina | 23–31       | Franciaország | Trondheim Spektrum, Trondheim Nézőszám: 7937 Játékvezetők: Jurinović, Mrvica (CRO) |
| 2020. január 14. 18:15 | Panić 9             | (13–14)     | Porte 7       | Trondheim Spektrum, Trondheim Nézőszám: 7937 Játékvezetők: Jurinović, Mrvica (CRO) |
| 2020. január 14. 18:15 | 4×                  | Jegyzőkönyv | 2× 2×         | Trondheim Spektrum, Trondheim Nézőszám: 7937 Játékvezetők: Jurinović, Mrvica (CRO) |

| 2020. január 14. 20:30 | Portugália | 28–34       | Norvégia | Trondheim Spektrum, Trondheim Nézőszám: 9069 Játékvezetők: Baďura, Ondogrecula (SVK) |
| 2020. január 14. 20:30 | Areia 5    | (14–16)     | Jøndal 7 | Trondheim Spektrum, Trondheim Nézőszám: 9069 Játékvezetők: Baďura, Ondogrecula (SVK) |
| 2020. január 14. 20:30 | 6× 2×      | Jegyzőkönyv | 5× 1×    | Trondheim Spektrum, Trondheim Nézőszám: 9069 Játékvezetők: Baďura, Ondogrecula (SVK) |

### E csoport
| Hely. | Csapat       | M | Gy | D | V | G+ | G– | Gk  | P | Továbbjutás |
| ----- | ------------ | - | -- | - | - | -- | -- | --- | - | ----------- |
| 1.    | Magyarország | 3 | 2  | 1 | 0 | 74 | 67 | +7  | 5 | Középdöntő  |
| 2.    | Izland       | 3 | 2  | 0 | 1 | 83 | 77 | +6  | 4 | Középdöntő  |
| 3.    | Dánia        | 3 | 1  | 1 | 1 | 85 | 83 | +2  | 3 |             |
| 4.    | Oroszország  | 3 | 0  | 0 | 3 | 76 | 91 | −15 | 0 |             |

| 2020. január 11. 16:00 | Magyarország | 26–25       | Oroszország | Malmö Aréna, Malmö Nézőszám: 9202 Játékvezetők: Jurinović, Milosević (CRO) |
| 2020. január 11. 16:00 | Balogh 7     | (14–13)     | Szantalov 5 | Malmö Aréna, Malmö Nézőszám: 9202 Játékvezetők: Jurinović, Milosević (CRO) |
| 2020. január 11. 16:00 | 2× 3×        | Jegyzőkönyv | 2×          | Malmö Aréna, Malmö Nézőszám: 9202 Játékvezetők: Jurinović, Milosević (CRO) |

| 2020. január 11. 18:15 | Dánia    | 30–31       | Izland        | Malmö Aréna, Malmö Nézőszám: 10 593 Játékvezetők: Pavicević, Raznatović (MNE) |
| 2020. január 11. 18:15 | Hansen 9 | (15–15)     | Pálmarsson 10 | Malmö Aréna, Malmö Nézőszám: 10 593 Játékvezetők: Pavicević, Raznatović (MNE) |
| 2020. január 11. 18:15 | 3× 1×    | Jegyzőkönyv | 4× 1×         | Malmö Aréna, Malmö Nézőszám: 10 593 Játékvezetők: Pavicević, Raznatović (MNE) |

| 2020. január 13. 18:15 | Izland                          | 34–23       | Oroszország | Malmö Aréna, Malmö Nézőszám: 7099 Játékvezetők: Nacsevszki, Nikolov (MKD) |
| 2020. január 13. 18:15 | Elisson, Petersson, Gudjonson 6 | (18–11)     | Kalaras 6   | Malmö Aréna, Malmö Nézőszám: 7099 Játékvezetők: Nacsevszki, Nikolov (MKD) |
| 2020. január 13. 18:15 | 4× 2×                           | Jegyzőkönyv | 4× 2×       | Malmö Aréna, Malmö Nézőszám: 7099 Játékvezetők: Nacsevszki, Nikolov (MKD) |

| 2020. január 13. 20:30 | Dánia      | 24–24       | Magyarország | Malmö Aréna, Malmö Nézőszám: 8377 Játékvezetők: Licis, Sondors (LAT) |
| 2020. január 13. 20:30 | Bramming 6 | (11–13)     | Balogh 7     | Malmö Aréna, Malmö Nézőszám: 8377 Játékvezetők: Licis, Sondors (LAT) |
| 2020. január 13. 20:30 | 2× 3×      | Jegyzőkönyv | 4× 2×        | Malmö Aréna, Malmö Nézőszám: 8377 Játékvezetők: Licis, Sondors (LAT) |

| 2020. január 15. 18:15 | Izland                   | 18–24       | Magyarország | Malmö Aréna, Malmö Nézőszám: 7587 Játékvezetők: García, Marín (SPA) |
| 2020. január 15. 18:15 | Pálmarsson, Sigurðsson 4 | (12–9)      | Bánhidi 8    | Malmö Aréna, Malmö Nézőszám: 7587 Játékvezetők: García, Marín (SPA) |
| 2020. január 15. 18:15 | 4× 2×                    | Jegyzőkönyv | 4× 1×        | Malmö Aréna, Malmö Nézőszám: 7587 Játékvezetők: García, Marín (SPA) |

| 2020. január 15. 20:30 | Oroszország | 28–31       | Dánia    | Malmö Aréna, Malmö Nézőszám: 8978 Játékvezetők: Brkić, Jusufhodžić (AUT) |
| 2020. január 15. 20:30 | Szoroka 6   | (15–12)     | Hansen 7 | Malmö Aréna, Malmö Nézőszám: 8978 Játékvezetők: Brkić, Jusufhodžić (AUT) |
| 2020. január 15. 20:30 | 3× 3×       | Jegyzőkönyv | 2× 1×    | Malmö Aréna, Malmö Nézőszám: 8978 Játékvezetők: Brkić, Jusufhodžić (AUT) |

### F csoport
| Hely. | Csapat         | M | Gy | D | V | G+ | G– | Gk  | P | Továbbjutás |
| ----- | -------------- | - | -- | - | - | -- | -- | --- | - | ----------- |
| 1.    | Szlovénia      | 3 | 3  | 0 | 0 | 76 | 67 | +9  | 6 | Középdöntő  |
| 2.    | Svédország (R) | 3 | 2  | 0 | 1 | 81 | 68 | +13 | 4 | Középdöntő  |
| 3.    | Svájc          | 3 | 1  | 0 | 2 | 77 | 87 | −10 | 2 |             |
| 4.    | Lengyelország  | 3 | 0  | 0 | 3 | 73 | 85 | −12 | 0 |             |

| 2020. január 10. 18:15 | Szlovénia                | 26–23       | Lengyelország | Scandinavium, Göteborg Nézőszám: 7276 Játékvezetők: Horáček, Novotný (CZE) |
| 2020. január 10. 18:15 | Blagotinšek, Mačkovšek 5 | (13–11)     | Moryto 8      | Scandinavium, Göteborg Nézőszám: 7276 Játékvezetők: Horáček, Novotný (CZE) |
| 2020. január 10. 18:15 | 5× 1×                    | Jegyzőkönyv | 5×            | Scandinavium, Göteborg Nézőszám: 7276 Játékvezetők: Horáček, Novotný (CZE) |

| 2020. január 10. 20:30 | Svédország      | 34–21       | Svájc    | Scandinavium, Göteborg Nézőszám: 11 644 Játékvezetők: Marín, García (ESP) |
| 2020. január 10. 20:30 | három játékos 6 | (20–13)     | Schmid 4 | Scandinavium, Göteborg Nézőszám: 11 644 Játékvezetők: Marín, García (ESP) |
| 2020. január 10. 20:30 | 4×              | Jegyzőkönyv | 4×       | Scandinavium, Göteborg Nézőszám: 11 644 Játékvezetők: Marín, García (ESP) |

| 2020. január 12. 16:00 | Svájc     | 31–24       | Lengyelország | Scandinavium, Göteborg Nézőszám: 8061 Játékvezetők: Brkić, Jusufhodžić (AUT) |
| 2020. január 12. 16:00 | Schmid 15 | (14–12)     | Sićko 5       | Scandinavium, Göteborg Nézőszám: 8061 Játékvezetők: Brkić, Jusufhodžić (AUT) |
| 2020. január 12. 16:00 | 2× 5×     | Jegyzőkönyv | 2× 4×         | Scandinavium, Göteborg Nézőszám: 8061 Játékvezetők: Brkić, Jusufhodžić (AUT) |

| 2020. január 12. 18:15 | Svédország     | 19–21       | Szlovénia | Scandinavium, Göteborg Nézőszám: 11 896 Játékvezetők: Schulze, Tönnies (GER) |
| 2020. január 12. 18:15 | Gottfridsson 5 | (9–10)      | Dolenec 7 | Scandinavium, Göteborg Nézőszám: 11 896 Játékvezetők: Schulze, Tönnies (GER) |
| 2020. január 12. 18:15 | 5× 1×          | Jegyzőkönyv | 3× 2×     | Scandinavium, Göteborg Nézőszám: 11 896 Játékvezetők: Schulze, Tönnies (GER) |

| 2020. január 14. 18:15 | Svájc    | 25–29       | Szlovénia | Scandinavium, Göteborg Nézőszám: 6731 Játékvezetők: Pavićević, Ražnatović (MNE) |
| 2020. január 14. 18:15 | Schmid 8 | (10–16)     | Zarabec 6 | Scandinavium, Göteborg Nézőszám: 6731 Játékvezetők: Pavićević, Ražnatović (MNE) |
| 2020. január 14. 18:15 | 3× 2×    | Jegyzőkönyv | 2× 2×     | Scandinavium, Göteborg Nézőszám: 6731 Játékvezetők: Pavićević, Ražnatović (MNE) |

| 2020. január 14. 20:30 | Lengyelország | 26–28       | Svédország     | Scandinavium, Göteborg Nézőszám: 11 061 Játékvezetők: Nikolov, Nacsevszki (MKD) |
| 2020. január 14. 20:30 | Sićko 8       | (13–14)     | négy játékos 5 | Scandinavium, Göteborg Nézőszám: 11 061 Játékvezetők: Nikolov, Nacsevszki (MKD) |
| 2020. január 14. 20:30 | 3× 2×         | Jegyzőkönyv | 3× 2×          | Scandinavium, Göteborg Nézőszám: 11 061 Játékvezetők: Nikolov, Nacsevszki (MKD) |

## Középdöntő
A csapatok az egymás elleni eredményeiket magukkal hozták a csoportkörből.

### 1. csoport
| Hely. | Csapat           | M | Gy | D | V | G+  | G–  | Gk  | P | Továbbjutás |
| ----- | ---------------- | - | -- | - | - | --- | --- | --- | - | ----------- |
| 1.    | Spanyolország    | 5 | 4  | 1 | 0 | 153 | 127 | +26 | 9 | Elődöntők   |
| 2.    | Horvátország     | 5 | 4  | 1 | 0 | 127 | 113 | +14 | 9 | Elődöntők   |
| 3.    | Németország      | 5 | 3  | 0 | 2 | 141 | 125 | +16 | 6 | 5. helyért  |
| 4.    | Ausztria (R)     | 5 | 1  | 1 | 3 | 139 | 156 | −17 | 3 |             |
| 5.    | Fehéroroszország | 5 | 1  | 1 | 3 | 138 | 160 | −22 | 3 |             |
| 6.    | Csehország       | 5 | 0  | 0 | 5 | 122 | 139 | −17 | 0 |             |

| 2020. január 16. 16:00 | Spanyolország           | 31–25       | Csehország | Wiener Stadthalle, Bécs Nézőszám: 3986 Játékvezetők: Brunner, Salah (SUI) |
| 2020. január 16. 16:00 | Dujsebajev, Fernández 5 | (14–9)      | Zdráhala 8 | Wiener Stadthalle, Bécs Nézőszám: 3986 Játékvezetők: Brunner, Salah (SUI) |
| 2020. január 16. 16:00 | 4× 1×                   | Jegyzőkönyv | 6× 2×      | Wiener Stadthalle, Bécs Nézőszám: 3986 Játékvezetők: Brunner, Salah (SUI) |

| 2020. január 16. 18:15 | Horvátország | 27–23       | Ausztria | Wiener Stadthalle, Bécs Nézőszám: 8217 Játékvezetők: Pichon, Reveret (FRA) |
| 2020. január 16. 18:15 | Horvat 6     | (13–8)      | Weber 6  | Wiener Stadthalle, Bécs Nézőszám: 8217 Játékvezetők: Pichon, Reveret (FRA) |
| 2020. január 16. 18:15 | 1× 1×        | Jegyzőkönyv | 5× 1×    | Wiener Stadthalle, Bécs Nézőszám: 8217 Játékvezetők: Pichon, Reveret (FRA) |

| 2020. január 16. 20:30 | Fehéroroszország | 23–31       | Németország | Wiener Stadthalle, Bécs Nézőszám: 5267 Játékvezetők: Kurtagic, Wetterwik (SWE) |
| 2020. január 16. 20:30 | Kules 6          | (11–18)     | Kastening 6 | Wiener Stadthalle, Bécs Nézőszám: 5267 Játékvezetők: Kurtagic, Wetterwik (SWE) |
| 2020. január 16. 20:30 | 4× 1×            | Jegyzőkönyv | 5× 1×       | Wiener Stadthalle, Bécs Nézőszám: 5267 Játékvezetők: Kurtagic, Wetterwik (SWE) |

| 2020. január 18. 16:00 | Fehéroroszország | 28–25       | Csehország | Wiener Stadthalle, Bécs Nézőszám: 6007 Játékvezetők: Mažeika, Gatelis (LTU) |
| 2020. január 18. 16:00 | Vajlupav 6       | (13–11)     | Zdráhala 7 | Wiener Stadthalle, Bécs Nézőszám: 6007 Játékvezetők: Mažeika, Gatelis (LTU) |
| 2020. január 18. 16:00 | 5× 2×            | Jegyzőkönyv | 6× 1×      | Wiener Stadthalle, Bécs Nézőszám: 6007 Játékvezetők: Mažeika, Gatelis (LTU) |

| 2020. január 18. 18:15 | Spanyolország | 30–26       | Ausztria  | Wiener Stadthalle, Bécs Nézőszám: 9232 Játékvezetők: Gjeding, Hansen (DEN) |
| 2020. január 18. 18:15 | Maqueda 6     | (17–16)     | Bozovic 5 | Wiener Stadthalle, Bécs Nézőszám: 9232 Játékvezetők: Gjeding, Hansen (DEN) |
| 2020. január 18. 18:15 | 3×            | Jegyzőkönyv | 2× 1×     | Wiener Stadthalle, Bécs Nézőszám: 9232 Játékvezetők: Gjeding, Hansen (DEN) |

| 2020. január 18. 20:30 | Horvátország | 25–24       | Németország    | Wiener Stadthalle, Bécs Nézőszám: 9307 Játékvezetők: Santos, Fonseca (POR) |
| 2020. január 18. 20:30 | Karačić 7    | (11–14)     | négy játékos 4 | Wiener Stadthalle, Bécs Nézőszám: 9307 Játékvezetők: Santos, Fonseca (POR) |
| 2020. január 18. 20:30 | 4× 1×        | Jegyzőkönyv | 8× 1×          | Wiener Stadthalle, Bécs Nézőszám: 9307 Játékvezetők: Santos, Fonseca (POR) |

| 2020. január 20. 16:00 | Horvátország | 22–21       | Csehország | Wiener Stadthalle, Bécs Nézőszám: 6862 Játékvezetők: Kurtagic, Wetterwik (SWE) |
| 2020. január 20. 16:00 | Mamić 5      | (11–9)      | Zdráhala 7 | Wiener Stadthalle, Bécs Nézőszám: 6862 Játékvezetők: Kurtagic, Wetterwik (SWE) |
| 2020. január 20. 16:00 | 4× 1×        | Jegyzőkönyv | 3× 1×      | Wiener Stadthalle, Bécs Nézőszám: 6862 Játékvezetők: Kurtagic, Wetterwik (SWE) |

| 2020. január 20. 18:15 | Fehéroroszország | 28–37       | Spanyolország     | Wiener Stadthalle, Bécs Nézőszám: 6149 Játékvezetők: Santos, Fonseca (POR) |
| 2020. január 20. 18:15 | Vajlupav 8       | (16–17)     | Fernández, Solé 7 | Wiener Stadthalle, Bécs Nézőszám: 6149 Játékvezetők: Santos, Fonseca (POR) |
| 2020. január 20. 18:15 | 5× 1×            | Jegyzőkönyv | 3× 1×             | Wiener Stadthalle, Bécs Nézőszám: 6149 Játékvezetők: Santos, Fonseca (POR) |

| 2020. január 20. 20:30 | Ausztria | 22–34       | Németország | Wiener Stadthalle, Bécs Nézőszám: 9037 Játékvezetők: Nacsevszki, Nikolov (MKD) |
| 2020. január 20. 20:30 | Bilyk 5  | (13–16)     | Kastening 6 | Wiener Stadthalle, Bécs Nézőszám: 9037 Játékvezetők: Nacsevszki, Nikolov (MKD) |
| 2020. január 20. 20:30 | 4× 2×    | Jegyzőkönyv | 2× 2×       | Wiener Stadthalle, Bécs Nézőszám: 9037 Játékvezetők: Nacsevszki, Nikolov (MKD) |

| 2020. január 22. 16:00 | Horvátország | 22–22       | Spanyolország | Wiener Stadthalle, Bécs Nézőszám: 7891 Játékvezetők: Mažeika, Gatelis (LTU) |
| 2020. január 22. 16:00 | Karačić 10   | (11–12)     | Dujsebajev 6  | Wiener Stadthalle, Bécs Nézőszám: 7891 Játékvezetők: Mažeika, Gatelis (LTU) |
| 2020. január 22. 16:00 | 4× 4×        | Jegyzőkönyv | 5×            | Wiener Stadthalle, Bécs Nézőszám: 7891 Játékvezetők: Mažeika, Gatelis (LTU) |

| 2020. január 22. 18:15 | Fehéroroszország | 36–36       | Ausztria | Wiener Stadthalle, Bécs Nézőszám: 6897 Játékvezetők: Brunner, Salah (SUI) |
| 2020. január 22. 18:15 | Vajlupav 12      | (19–17)     | Bilyk 7  | Wiener Stadthalle, Bécs Nézőszám: 6897 Játékvezetők: Brunner, Salah (SUI) |
| 2020. január 22. 18:15 | 3× 3×            | Jegyzőkönyv | 4× 1×    | Wiener Stadthalle, Bécs Nézőszám: 6897 Játékvezetők: Brunner, Salah (SUI) |

| 2020. január 22. 20:30 | Csehország | 22–26       | Németország | Wiener Stadthalle, Bécs Nézőszám: 5000 Játékvezetők: Pavićević, Ražnatović (MNE) |
| 2020. január 22. 20:30 | Babák 5    | (10–13)     | Weber 5     | Wiener Stadthalle, Bécs Nézőszám: 5000 Játékvezetők: Pavićević, Ražnatović (MNE) |
| 2020. január 22. 20:30 | 8×         | Jegyzőkönyv | 6× 1×       | Wiener Stadthalle, Bécs Nézőszám: 5000 Játékvezetők: Pavićević, Ražnatović (MNE) |

### 2. csoport
| Hely. | Csapat         | M | Gy | D | V | G+  | G–  | Gk  | P  | Továbbjutás |
| ----- | -------------- | - | -- | - | - | --- | --- | --- | -- | ----------- |
| 1.    | Norvégia (R)   | 5 | 5  | 0 | 0 | 157 | 135 | +22 | 10 | Elődöntők   |
| 2.    | Szlovénia      | 5 | 3  | 0 | 2 | 138 | 132 | +6  | 6  | Elődöntők   |
| 3.    | Portugália     | 5 | 2  | 0 | 3 | 146 | 142 | +4  | 4  | 5. helyért  |
| 4.    | Svédország (R) | 5 | 2  | 0 | 3 | 120 | 122 | −2  | 4  |             |
| 5.    | Magyarország   | 5 | 2  | 0 | 3 | 126 | 140 | −14 | 4  |             |
| 6.    | Izland         | 5 | 1  | 0 | 4 | 126 | 142 | −16 | 2  |             |

| 2020. január 17. 16:00 | Szlovénia | 30–27       | Izland    | Malmö Aréna, Malmö Nézőszám: 6026 Játékvezetők: Nacsevszki, Nikolov (MKD) |
| 2020. január 17. 16:00 | Bombač 9  | (15–14)     | Elisson 6 | Malmö Aréna, Malmö Nézőszám: 6026 Játékvezetők: Nacsevszki, Nikolov (MKD) |
| 2020. január 17. 16:00 | 4× 1×     | Jegyzőkönyv | 4× 2×     | Malmö Aréna, Malmö Nézőszám: 6026 Játékvezetők: Nacsevszki, Nikolov (MKD) |

| 2020. január 17. 18:15 | Norvégia  | 36–29       | Magyarország      | Malmö Aréna, Malmö Nézőszám: 8078 Játékvezetők: Pavicevic, Raznatovic (MNE) |
| 2020. január 17. 18:15 | Sagosen 7 | (20–12)     | Ligetvári, Nagy 5 | Malmö Aréna, Malmö Nézőszám: 8078 Játékvezetők: Pavicevic, Raznatovic (MNE) |
| 2020. január 17. 18:15 | 4× 3×     | Jegyzőkönyv | 4× 3× 1×          | Malmö Aréna, Malmö Nézőszám: 8078 Játékvezetők: Pavicevic, Raznatovic (MNE) |

| 2020. január 17. 20:30 | Portugália      | 35–25       | Svédország            | Malmö Aréna, Malmö Nézőszám: 10135 Játékvezetők: Gubica, Milosevic (CRO) |
| 2020. január 17. 20:30 | három játékos 6 | (15–12)     | Pettersson, Nilsson 4 | Malmö Aréna, Malmö Nézőszám: 10135 Játékvezetők: Gubica, Milosevic (CRO) |
| 2020. január 17. 20:30 | 5× 1×           | Jegyzőkönyv | 2× 1×                 | Malmö Aréna, Malmö Nézőszám: 10135 Játékvezetők: Gubica, Milosevic (CRO) |

| 2020. január 19. 14:00 | Portugália       | 25–28       | Izland     | Malmö Aréna, Malmö Nézőszám: 6199 Játékvezetők: Horacek, Novotny (CZE) |
| 2020. január 19. 14:00 | Martins, Areia 4 | (12–14)     | Smarason 8 | Malmö Aréna, Malmö Nézőszám: 6199 Játékvezetők: Horacek, Novotny (CZE) |
| 2020. január 19. 14:00 | 4× 2×            | Jegyzőkönyv | 4× 3×      | Malmö Aréna, Malmö Nézőszám: 6199 Játékvezetők: Horacek, Novotny (CZE) |

| 2020. január 19. 16:15 | Szlovénia | 28–29       | Magyarország | Malmö Aréna, Malmö Nézőszám: 8304 Játékvezetők: Raluy López, Ramírez Sabroso (ESP) |
| 2020. január 19. 16:15 | Dolenec 8 | (16–13)     | Bánhidi 9    | Malmö Aréna, Malmö Nézőszám: 8304 Játékvezetők: Raluy López, Ramírez Sabroso (ESP) |
| 2020. január 19. 16:15 | 5× 2×     | Jegyzőkönyv | 5× 2×        | Malmö Aréna, Malmö Nézőszám: 8304 Játékvezetők: Raluy López, Ramírez Sabroso (ESP) |

| 2020. január 19. 18:30 | Norvégia  | 23–20       | Svédország | Malmö Aréna, Malmö Nézőszám: 10 141 Játékvezetők: Geipel, Helbig (GER) |
| 2020. január 19. 18:30 | Sagosen 8 | (12–8)      | Pellas 5   | Malmö Aréna, Malmö Nézőszám: 10 141 Játékvezetők: Geipel, Helbig (GER) |
| 2020. január 19. 18:30 | 5× 2×     | Jegyzőkönyv | 1× 2×      | Malmö Aréna, Malmö Nézőszám: 10 141 Játékvezetők: Geipel, Helbig (GER) |

| 2020. január 21. 16:00 | Portugália | 24–29       | Szlovénia            | Malmö Aréna, Malmö Nézőszám: 3001 Játékvezetők: Gjeding, Hansen (DEN) |
| 2020. január 21. 16:00 | Gomes 6    | (15–14)     | Dolenec, Mačkovšek 6 | Malmö Aréna, Malmö Nézőszám: 3001 Játékvezetők: Gjeding, Hansen (DEN) |
| 2020. január 21. 16:00 | 5× 1×      | Jegyzőkönyv | 4× 2×                | Malmö Aréna, Malmö Nézőszám: 3001 Játékvezetők: Gjeding, Hansen (DEN) |

| 2020. január 21. 18:15 | Norvégia  | 31–28       | Izland        | Malmö Aréna, Malmö Nézőszám: 4725 Játékvezetők: Raluy, Sabroso (ESP) |
| 2020. január 21. 18:15 | Sagosen 9 | (19–12)     | Guðmundsson 6 | Malmö Aréna, Malmö Nézőszám: 4725 Játékvezetők: Raluy, Sabroso (ESP) |
| 2020. január 21. 18:15 | 6× 2×     | Jegyzőkönyv | 4× 1×         | Malmö Aréna, Malmö Nézőszám: 4725 Játékvezetők: Raluy, Sabroso (ESP) |

| 2020. január 21. 20:30 | Magyarország | 18–24       | Svédország             | Malmö Aréna, Malmö Nézőszám: 6977 Játékvezetők: Horáček, Novotný (CZE) |
| 2020. január 21. 20:30 | Szita 4      | (9–10)      | Gottfridsson, Pellas 5 | Malmö Aréna, Malmö Nézőszám: 6977 Játékvezetők: Horáček, Novotný (CZE) |
| 2020. január 21. 20:30 | 3×           | Jegyzőkönyv | 1×                     | Malmö Aréna, Malmö Nézőszám: 6977 Játékvezetők: Horáček, Novotný (CZE) |

| 2020. január 22. 16:00 | Portugália | 34–26       | Magyarország      | Malmö Aréna, Malmö Nézőszám: 2930 Játékvezetők: Geipel, Helbig (GER) |
| 2020. január 22. 16:00 | Moreira 7  | (16–14)     | Balogh, Bánhidi 5 | Malmö Aréna, Malmö Nézőszám: 2930 Játékvezetők: Geipel, Helbig (GER) |
| 2020. január 22. 16:00 | 3× 3×      | Jegyzőkönyv | 2× 2×             | Malmö Aréna, Malmö Nézőszám: 2930 Játékvezetők: Geipel, Helbig (GER) |

| 2020. január 22. 18:15 | Norvégia    | 33–30       | Szlovénia       | Malmö Aréna, Malmö Nézőszám: 4824 Játékvezetők: Pichon, Reveret (FRA) |
| 2020. január 22. 18:15 | Gulliksen 7 | (14–13)     | Cehte, Kodrin 5 | Malmö Aréna, Malmö Nézőszám: 4824 Játékvezetők: Pichon, Reveret (FRA) |
| 2020. január 22. 18:15 | 3× 1×       | Jegyzőkönyv | 3× 1×           | Malmö Aréna, Malmö Nézőszám: 4824 Játékvezetők: Pichon, Reveret (FRA) |

| 2020. január 22. 20:30 | Izland                  | 25–32       | Svédország | Malmö Aréna, Malmö Nézőszám: 7153 Játékvezetők: Gubica, Milošević (CRO) |
| 2020. január 22. 20:30 | Elísson, Kristjánsson 5 | (11–18)     | Nilsson 7  | Malmö Aréna, Malmö Nézőszám: 7153 Játékvezetők: Gubica, Milošević (CRO) |
| 2020. január 22. 20:30 | 2×                      | Jegyzőkönyv | 4× 1×      | Malmö Aréna, Malmö Nézőszám: 7153 Játékvezetők: Gubica, Milošević (CRO) |

## Egyenes kieséses szakasz

### Elődöntők
| 2020. január 24. 18:00 | Spanyolország   | 34–32       | Szlovénia | Tele2 Arena, Stockholm Nézőszám: 16573 Játékvezetők: Horáček, Novotný (CZE) |
| 2020. január 24. 18:00 | három játékos 6 | (20–15)     | Dolenec 7 | Tele2 Arena, Stockholm Nézőszám: 16573 Játékvezetők: Horáček, Novotný (CZE) |
| 2020. január 24. 18:00 | 3×              | Jegyzőkönyv | 4× 2×     | Tele2 Arena, Stockholm Nézőszám: 16573 Játékvezetők: Horáček, Novotný (CZE) |

| 2020. január 24. 20:30 | Horvátország | 29–28 (h.u)              | Norvégia   | Tele2 Arena, Stockholm Nézőszám: 16573 Játékvezetők: Raluy, Sabroso (SPA) |
| 2020. január 24. 20:30 | Duvnjak 8    | (10–12, 23–23, 3–3, 2–3) | Sagosen 10 | Tele2 Arena, Stockholm Nézőszám: 16573 Játékvezetők: Raluy, Sabroso (SPA) |
| 2020. január 24. 20:30 | 6× 2×        | Jegyzőkönyv              | 4× 3×      | Tele2 Arena, Stockholm Nézőszám: 16573 Játékvezetők: Raluy, Sabroso (SPA) |

### Az 5. helyért
| 2020. január 25. 16:00 | Németország | 29–27       | Portugália       | Tele2 Arena, Stockholm Nézőszám: 7710 Játékvezetők: Kurtagic, Wetterwik (SWE) |
| 2020. január 25. 16:00 | Kühn 6      | (14–13)     | Borges, Ferraz 4 | Tele2 Arena, Stockholm Nézőszám: 7710 Játékvezetők: Kurtagic, Wetterwik (SWE) |
| 2020. január 25. 16:00 | 3× 1×       | Jegyzőkönyv | 4× 1×            | Tele2 Arena, Stockholm Nézőszám: 7710 Játékvezetők: Kurtagic, Wetterwik (SWE) |

### Bronzmérkőzés
| 2020. január 25. 18:30 | Szlovénia | 20–28       | Norvégia | Tele2 Arena, Stockholm Nézőszám: 13094 Játékvezetők: Geipel, Helbig (GER) |
| 2020. január 25. 18:30 | Bombač 5  | (9–12)      | Jøndal 7 | Tele2 Arena, Stockholm Nézőszám: 13094 Játékvezetők: Geipel, Helbig (GER) |
| 2020. január 25. 18:30 | 4× 3×     | Jegyzőkönyv | 5× 1×    | Tele2 Arena, Stockholm Nézőszám: 13094 Játékvezetők: Geipel, Helbig (GER) |

### Döntő
| 2020. január 26. 16:30 | Spanyolország | 22–20       | Horvátország | Tele2 Arena, Stockholm Nézőszám: 17769 Játékvezetők: Nacsevszki, Nikolov (MKD) |
| 2020. január 26. 16:30 | Gómez 5       | (12–11)     | Duvnjak 5    | Tele2 Arena, Stockholm Nézőszám: 17769 Játékvezetők: Nacsevszki, Nikolov (MKD) |
| 2020. január 26. 16:30 | 2× 2×         | Jegyzőkönyv | 2× 2×        | Tele2 Arena, Stockholm Nézőszám: 17769 Játékvezetők: Nacsevszki, Nikolov (MKD) |

| A 2020-as férfi kézilabda-Európa-bajnokság győztese |
| --------------------------------------------------- |
| · Spanyolország · 2. cím                            |

## Végeredmény
|  | A győztes kijutott a 2021-es férfi kézilabda-világbajnokságra és a 2020. évi nyári olimpiai játékokra. |

| Helyezés  | Csapat              |
| --------- | ------------------- |
| Aranyérem | Spanyolország       |
| Ezüstérem | Horvátország        |
| Bronzérem | Norvégia            |
| 4.        | Szlovénia           |
|           |                     |
| 5.        | Németország         |
| 6.        | Portugália          |
|           |                     |
| 7.        | Svédország          |
| 8.        | Ausztria            |
| 9.        | Magyarország        |
| 10.       | Fehéroroszország    |
| 11.       | Izland              |
| 12.       | Csehország          |
|           |                     |
| 13.       | Dánia               |
| 14.       | Franciaország       |
| 15.       | Észak-Macedónia     |
| 16.       | Svájc               |
| 17.       | Hollandia           |
| 18.       | Montenegró          |
| 19.       | Ukrajna             |
| 20.       | Szerbia             |
| 21.       | Lengyelország       |
| 22.       | Oroszország         |
| 23.       | Bosznia-Hercegovina |
| 24.       | Lettország          |

### Statisztika
| #  | Név             | Gólok száma | Lövések száma | %  |
| -- | --------------- | ----------- | ------------- | -- |
| 1  | Sander Sagosen  | 65          | 104           | 63 |
| 2  | Mikita Vajlupav | 47          | 63            | 75 |
| 3  | Nikola Bilyk    | 46          | 64            | 72 |
| 4  | Jure Dolenec    | 42          | 66            | 64 |
| 5  | Artsem Karalek  | 37          | 50            | 74 |
| 5  | Ondřej Zdráhala | 37          | 59            | 63 |
| 7  | Alex Dujsebajev | 36          | 58            | 62 |
| 7  | Domagoj Duvnjak | 36          | 54            | 67 |
| 7  | Magnus Jøndal   | 36          | 50            | 72 |
| 10 | Igor Karačić    | 35          | 61            | 57 |
| 10 | Robert Weber    | 35          | 48            | 73 |

| #  | Játékos                 | %  | Védés | Kapott lövés |
| -- | ----------------------- | -- | ----- | ------------ |
| 1  | Nebojša Grahovac        | 40 | 12    | 30           |
| 2  | Johannes Bitter         | 35 | 43    | 123          |
| 2  | Niklas Landin Jacobsen  | 35 | 34    | 98           |
| 4  | Torbjørn Bergerud       | 34 | 90    | 265          |
| 4  | Andreas Palicka         | 34 | 44    | 128          |
| 6  | Mikael Appelgren        | 33 | 39    | 117          |
| 6  | Gonzalo Pérez de Vargas | 33 | 66    | 199          |
| 8  | Rodrigo Corrales        | 32 | 41    | 130          |
| 8  | Klemen Ferlin           | 32 | 86    | 272          |
| 10 | Vincent Gérard          | 31 | 24    | 77           |
| 10 | Adam Morawski           | 31 | 26    | 83           |
| 10 | Alfredo Quintana        | 31 | 84    | 271          |
| 10 | Nebojša Simić           | 31 | 32    | 103          |

## Díjak

### All-Star Team
A torna álomcsapatát 2020. január 26-án hirdették ki.
| Poszt      | Játékos                       |
| ---------- | ----------------------------- |
| Kapus      | Gonzalo Pérez de Vargas (ESP) |
| Jobbszélső | Blaž Janc (SLO)               |
| Jobbátlövő | Jorge Maqueda (ESP)           |
| Irányító   | Igor Karačić (CRO)            |
| Balátlövő  | Sander Sagosen (NOR)          |
| Balszélső  | Magnus Jøndal (NOR)           |
| Beállós    | Bánhidi Bence (HUN)           |

### További díjak
| Díj                   | Játékos                       |
| --------------------- | ----------------------------- |
| MVP                   | Domagoj Duvnjak (CRO)         |
| A legjobb védőjátékos | Hendrik Pekeler (GER)         |
| Gólkirály             | Sander Sagosen (NOR) (65 gól) |